# Myurium alaris
Myurium alaris là một loài Rêu trong họ Myuriaceae. Loài này được (Dixon) B.H. Allen miêu tả khoa học đầu tiên năm 1999.